# 埃托利亚同盟
埃托利亚同盟是古希腊的一个联邦国家，以希腊中部的埃托利亞为中心。同盟创立于前370年以反对马其顿和亚该亚同盟。前290年，它占领了德尔斐，版图持续扩张。前3世纪末，它控制了阿提卡外的整个中希腊。公元前189年，同盟被打败，被迫与罗马签订了合约。这时埃托利亚同盟已名存实亡了。